# Tim Zoehrer
Timothy Joseph Zoehrer (ur. 25 września 1961 w Armadale, Australia Zachodnia) – australijski krykiecista grający na pozycji wicket-keepera.
Karierę rozpoczął w sezonie 1980/1981 jako dubler Roda Marsha w barwach Western Warriors, pierwszoklasowej drużyny stanowiącej reprezentację stanu Australia Zachodnia w rozgrywkach o Sheffield Shield. Po zakończeniu przez Marsha kariery Zoehrer stał się pierwszym wicket-keeperem drużyny (w jej składzie grał do 1994), a niedługo potem wicket-keeperem reprezentacji Australii w testmeczach. Rozegrał dziesięć spotkań tej rangi w latach 1986–1987, następnie zaś - w 1989 i 1993 – wziął udział w meczach w Anglii jako rezerwowy dla Iana Healy’ego. Wystąpił też w 22 meczach jednodniowych.
Następnie wyjechał do Holandii, gdzie grał w krykieta, a także pracował jako trener. Obecnie gra dla małego klubu Morley oraz pracuje w sklepie sportowym w Perth.